# Colonia Ejidal, Chiapas
Colonia Ejidal är en ort i Mexiko.   Den ligger i kommunen Berriozábal och delstaten Chiapas, i den sydöstra delen av landet, 700 km öster om huvudstaden Mexico City. Colonia Ejidal ligger 929 meter över havet och antalet invånare är 190.
Terrängen runt Colonia Ejidal är kuperad österut, men västerut är den platt. Runt Colonia Ejidal är det mycket tätbefolkat, med 1 056 invånare per kvadratkilometer. Närmaste större samhälle är Tuxtla Gutiérrez, 17,7 km öster om Colonia Ejidal. I omgivningarna runt Colonia Ejidal växer huvudsakligen savannskog.